# 쿰란

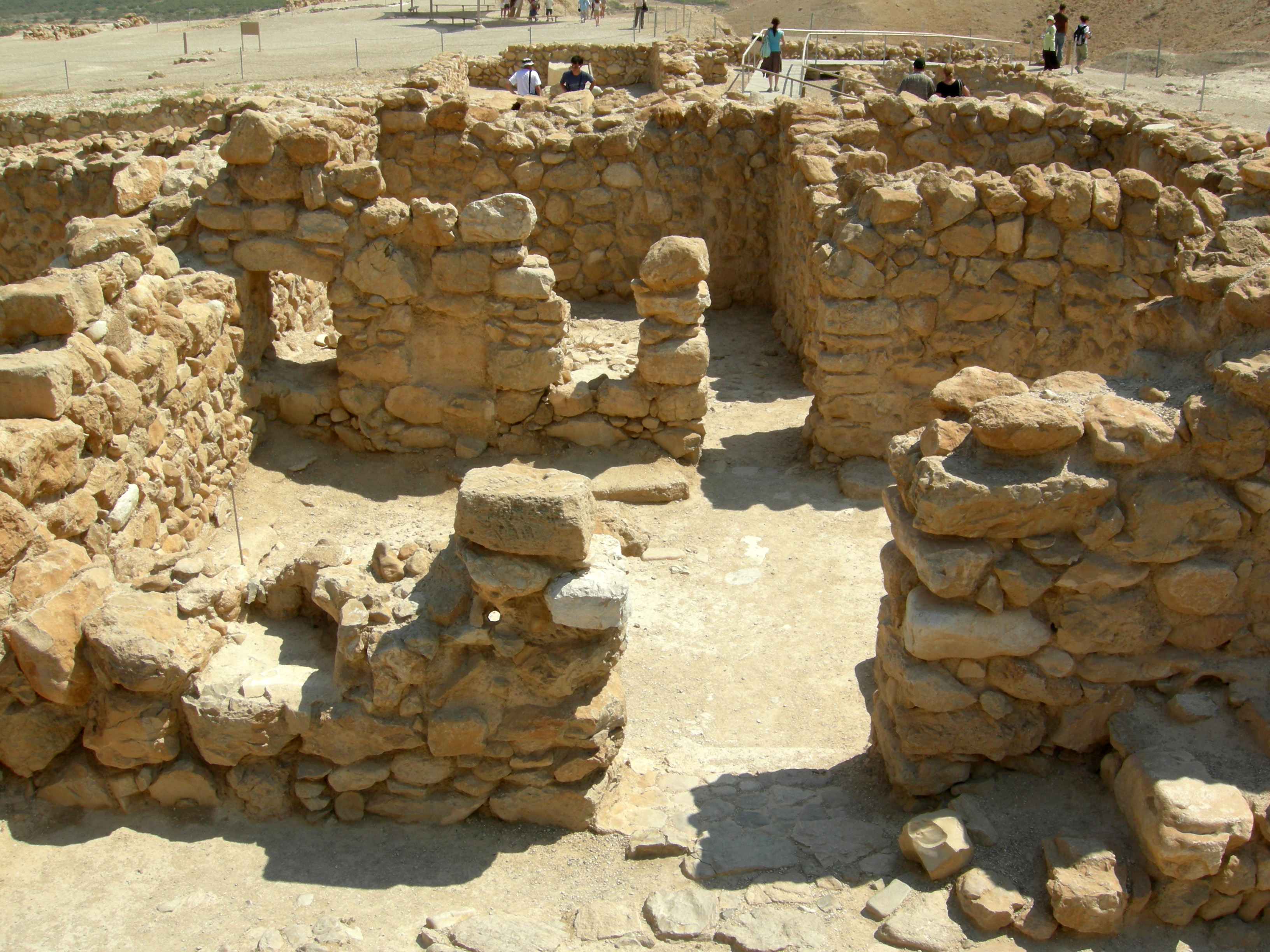
쿰란.

키르벳 쿰란 또는 간단히 쿰란(Qumran, Hebrew: חירבת קומראן, Khirbet Qumran)는 사해 서안 지구에서 북서쪽으로 들어간 건조한 평원이며, 칼리아(Kalia) 키부츠 옆에 있다.

## 에세네파 주거지역
아마 이곳은 요한 히르카노스 하에 있던 시절인 134-104 BCE에 세워졌을 것이며, 많은 다른 통치(70년 티투스 황제의 예루살렘의 멸망을 포함해서)를 겪으면서 유지되어 왔다. 쿰란은 사막 언덕의 동굴들 속 질그릇 항아리에서 사해문서들이 발견된 곳에서 가장 가까운 주거지로 유명하다.
사해의 북서쪽에 있는 쿰란은 사해사본을 기록한 엣센파 사람들의 주거지역이 있었다. 이 지역은 1951∼1956년에 발견되었으며 폐허 속의 주건물은 폭 27m, 길이 44m 정도로 석고가 거칠게 발라져 있는 큰돌로 만들어졌다. 북쪽에는 수비탑이 있으며 부엌과 붙어있는 식당에서는 1,000여점의 토기가 발견되었다.

## 사해문서들이 발견된 동굴
쿰란 주변 동굴에서는 두루마리 형태로 잘 보존되어 있는 사해사본이 발견되었는데 이들중 약 1/4이 구약사본이며 나머지는 구약주석, 신학서, 쿰란공동체의 규율집들로써 대부분 양피가죽이나 파리루그우에 고대 히브리어로 적어놓은 것들이다.사해구약사본은 현존하는 구약사본들 중에서 가장 오래된 것이며 에스더서만을 제외하고는 구약의 모든 책들이 전부 포함되어 있다.

## 같이 보기
- 에세네파
- 사해 문서